# Iván Dornelles
Sergio Iván Dornelles (ur. 26 kwietnia 1974 w General Alvear) – argentyński duchowny katolicki, biskup pomocniczy Buenos Aires od 2024.

## Życiorys
Święcenia kapłańskie przyjął 17 listopada 2007 i został inkardynowany do archidiecezji Buenos Aires. Pracował głównie jako duszpasterz parafialny, był także m.in. kierownikiem wikariatu biskupiego ds. dzieci oraz dyrektorem archidiecezjalnej rady duszpasterskiej.
19 czerwca 2024 papież Franciszek mianował go biskupem pomocniczym archidiecezji Buenos Aires oraz biskupem tytularnym Eguga. Sakry udzielił mu 3 sierpnia 2024 arcybiskup Jorge García Cuerva.